# La Victoria kommun, Boyacá
La Victoria är en kommun i Colombia.   Den ligger i departementet Boyacá, i den centrala delen av landet, 100 km norr om huvudstaden Bogotá. Antalet invånare är 1 674.